# Joseph Elanga
Joseph Elanga (ur. 2 maja 1979 w Jaunde) – kameruński piłkarz, który występował na pozycji lewego obrońcy lub lewego pomocnika. W latach 1997-2002 reprezentant Kamerunu. 

## Życiorys
Swoją karierę rozpoczynał w kameruńskim C.N.P.S. Następnie przeniósł się do Tonnerre Jaunde, gdzie grał między innymi z Patrice Abandą i Nicolasem Alnoudjim. Po Mistrzostwach Świata w 1998 roku napłynęła oferta z greckiego PAOKu Saloniki, gdzie Elanga rozegrał 17 meczów w ciągu jednego sezonu i przeniósł się do innego klubu grającego w Alpha Ethniki – Apollonu Kalamaria. Spotkał tam swojego kolegę z Tonnerre, Abandę. W 2000 roku Joseph przeniósł się do Szwecji, by reprezentować barwy Malmö FF, z którym już w pierwszym sezonie gry wywalczył awans do Allsvenskan. W 2002 roku został z tym klubem wicemistrzem Szwecji, a w 2004 mistrzem. Elanga zawsze był podstawowym zawodnikiem drużyny ze Skandynawii. Nic dziwnego, że zgłaszały się po niego lepsze kluby. W sezonie 2005/2006 piłkarz podpisał kontrakt z Brøndby IF i zajął z tym klubem 2. miejsce, w rozgrywkach duńskiej ekstraklasy.
Elanga pojechał na Mistrzostwa Świata 1998, jednak cały turniej przesiedział na ławce rezerwowych, a Kamerun odpadł już po fazie grupowej.

## Filmografia
- 2002 - Vägen tillbaka - Blådårar 2
- 2004 - Malmö FF - Allsvenskan 2004
- 2005 - Om Sara

Profil aktorski Elangi na IMDb
| Sezon   | Klub              | Kraj    | Flaga   | Rozgrywki        | Mecze | Bramki |
| ------- | ----------------- | ------- | ------- | ---------------- | ----- | ------ |
| 1993-97 | C.N.P.S.          | Kamerun | Kamerun | 2 Division (CMR) | ?     | ?      |
| 1997    | Tonnerre Jaunde   | Kamerun | Kamerun | 1 Division (CMR) | ?     | ?      |
| 1998    | Tonnerre Jaunde   | Kamerun | Kamerun | 1 Division (CMR) | ?     | ?      |
| 1998/99 | PAOK FC           | Grecja  | Grecja  | Alpha Ethniki    | 17    | 0      |
| 1999/00 | Apollon Kalamaria | Grecja  | Grecja  | Alpha Ethniki    | 0     | 0      |
| 2000    | Malmö FF          | Szwecja | Szwecja | Allsvenskan      | 9     | 1      |
| 2001    | Malmö FF          | Szwecja | Szwecja | Allsvenskan      | 24    | 3      |
| 2002    | Malmö FF          | Szwecja | Szwecja | Allsvenskan      | 23    | 1      |
| 2003    | Malmö FF          | Szwecja | Szwecja | Allsvenskan      | 23    | 0      |
| 2004    | Malmö FF          | Szwecja | Szwecja | Allsvenskan      | 25    | 1      |
| 2005    | Malmö FF          | Szwecja | Szwecja | Allsvenskan      | 26    | 0      |
| 2005/06 | Brøndby IF        | Dania   | Dania   | Superligaen      | 12    | 1      |
| 2006/07 | Brøndby IF        | Dania   | Dania   | Superligaen      | 8     | 0      |
| 2007/08 | Brøndby IF        | Dania   | Dania   | Superligaen      | 13    | 0      |
| 2008/09 | AC Horsens        | Dania   | Dania   | 1. division      | 32    | 1      |
| 2009/10 | Brøndby IF        | Dania   | Dania   | Superligaen      | ?     | ?      |
| 2010/11 | Malmö FF          | Szwecja | Szwecja | Allsvenskan      | 6     | 0      |